# Timalie à col blanc
Stachyris thoracica
Espèce
Statut de conservation UICN

 LC  : Préoccupation mineure
La Timalie à col blanc (Stachyris thoracica) est une espèce d'oiseaux de la famille des Timaliidae.

## Répartition
Cette espèce est endémique d'Indonésie.